# Амурский фронт (Гражданская война)
Аму́рский фронт — местный фронт Дальневосточной республики (ДВР) во время Гражданской войны. Образован приказом главнокомандующего Народно-революционной армии (НРА) от 22 апреля 1920 года на базе партизанского Восточно-Забайкальского фронта. Включал районы Оловянной, Нерчинска, Нерчинского Завода, Сретенска и Благовещенска; с 22 мая 1920 года также район Хабаровска. Штаб фронта находился в Благовещенске.
22 мая 1920 года главком НРА отдал приказ о переформировании повстанческих и партизанских отрядов в регулярные части и соединения. Аналогичное решение было принято также 3-м съездом делегатов партизан Восточного Забайкалья и Амурской области (26 июля — 2 августа 1920 года). Для проведения реорганизации войск Амурского фронта из Верхнеудинска была прислана группа командиров и политработников во главе с Я. П. Жигалиным. Большую роль в укреплении фронта сыграла проходившая 11—17 июля 1920 года в Благовещенске 1-я Амурская областная конференция РКП(б), по решению которой в войска фронта было мобилизовано 50 % коммунистов области.

## Состав
В состав Амурского фронта входили: 1-й Забайкальский конный корпус Я. Н. Коротаева, 1-я Амурская стрелковая дивизия (с июля 1920 года), 2-я Амурская стрелковая дивизия (с августа 1920 года), 1-я Амурская отдельная кавалерийская бригада (с июля 1920 года), 2-я Амурская отдельная кавалерийская бригада (с августа 1920 года).

## Боевые действия
В конце апреля—июне 1920 года войска фронта успешно отразили наступление белогвардейцев и японских интервентов, имевших цель сорвать создание ДВР и образовать «чёрный буфер» от Читы до Приморья. В связи с подписанием Гонготского соглашения между правительством ДВР и японскими интервентами (17 июля 1920 года) военные действия НРА против японцев прекратились, и задача овладения Читой была возложена на Амурский фронт. 1—31 октября войска фронта провели 3-ю Читинскую операцию, в ходе которой разгромили белогвардейские войска атамана Семёнова и взяли Читу, а также всё Забайкалье. К 1 ноября 1920 года Амурский фронт включал: 38 000 человек, 60 орудий, 191 пулемёт, 6 бронепоездов, 10 танков. Приказом главкома НРА от 8 ноября 1920 года фронт был переформирован во 2-ю Амурскую армию.

## Командный состав
Командующие
- Д. С. Шилов (22 апреля — 18 августа 1920 года)
- С. М. Серышев (18 августа — 24 ноября 1920 года)

Члены РВС
- С. Г. Вележев (10 июля — 24 ноября 1920 года)
- Я. П. Жигалин (10 августа — 24 ноября 1920 года)